# Чемпионат СССР по вольной борьбе 1981
37-й чемпионат СССР по вольной борьбе проходил в Улан-Удэ с 11 по 14 июня 1981 года. В соревнованиях участвовало 215 борцов.

## Медалисты
| Весовая категория   | Золото                                     | Серебро                                     | Бронза                                        |
| ------------------- | ------------------------------------------ | ------------------------------------------- | --------------------------------------------- |
| Наилегчайший вес    | Сергей Корнилаев «Труд» (Москва)           | Василий Гоголев Вооружённые Силы (Якутск)   | Владимир Поворознюк «Авангард» (Хмельницкий)  |
| Легчайший вес       | Яраги Шугаев «Спартак» (Махачкала)         | Осман Эфендиев «Спартак» (Каспийск)         | Амин Хатукаев «Спартак» (Черкесск)            |
| Полулёгкий вес      | Сергей Белоглазов «Динамо» (Киев)          | Гурген Багдасарян Вооружённые Силы (Ереван) | Анатолий Белоглазов «Динамо» (Киев)           |
| Лёгкий вес          | Виктор Алексеев «Динамо» (Красноярск)      | Магомед-Гасан Абушев «Динамо» (Махачкала)   | Бузай Ибрагимов «Динамо» (Махачкала)          |
| 1-й полусредний вес | Сайпулла Абсаидов «Динамо» (Махачкала)     | Борис Будаев «Буревестник» (Улан-Удэ)       | Виктор Крейдич «Динамо» (Минск)               |
| 2-й полусредний вес | Юрий Воробьёв Вооружённые Силы (Москва)    | Таймураз Дзгоев «Спартак» (Черкесск)        | Георгий Макасарашвили «Буревестник» (Тбилиси) |
| 1-й средний вес     | Григорий Данько «Динамо» (Киев)            | Александр Маркович «Динамо» (Минск)         | Владимир Модосян «Динамо» (Красноярск)        |
| 2-й средний вес     | Санасар Оганисян «Спартак» (Москва)        | Ахмед Атавов «Спартак» (Черкесск)           | Ваха Евлоев «Спартак» (Махачкала)             |
| Полутяжёлый вес     | Раш Хутаба «Динамо» (Сухуми)               | Аслан Хадарцев «Буревестник» (Ташкент)      | Гия Курашвили «Колмеурне» (Сухуми)            |
| Тяжёлый вес         | Салман Хасимиков Вооружённые Силы (Москва) | Николай Скрипкин Вооружённые Силы (Минск)   | Борис Бигаев Вооружённые Силы (Киев)          |